# Ettadhamen-Mnihla
Ettadhamen-Mnihla est une ancienne municipalité du gouvernorat de l'Ariana rattachée à l'agglomération de Tunis avant d'être divisée en 2016 en deux municipalités distinctes : Ettadhamen et Mnihla.
Elle est formée de deux cités populaires qui se créent dans les années 1970 avec l'arrivée de populations issues de la migration intérieure. Anciens quartiers construits dans l'illégalité, ils sont ensuite intégrés dans le schéma directeur de l'agglomération tunisoise et forment avant sa dissolution la quatrième municipalité de Tunisie au regard de la population avec 142 953 habitants en 2014.